# اگر من یک پسر بودم (فیلم)
اگر من یک پسر بودم (به فرانسوی: Si j'étais un homme) و (به انگلیسی: If I Were a Boy) فیلمی فرانسوی محصول سال ۲۰۱۷ و به کارگردانی اودره دانا است. در این فیلم بازیگرانی همچون اودره دانا، کریستیان کلاویه، اریک الموسنینو، آلیس بلایدی و جوزفین درای ایفای نقش کرده‌اند.

## خلاصه داستان
جین(اودره دانا) یک مادر مجرد است و از شوهرش جدا شده‌است، او و همسر سابقش به نوبت از بچه‌هایشان نگهداری می‌کنند. جین مشکلات زیادی در زندگی روزمره و همچنین محل کارش دارد و از زندگی رضایت زیادی ندارد. یک روز که از خواب بیدار می‌شود می‌بیند که اتفاق عجیبی برای او افتاده‌است و صاحب آلت مردانه شده‌است و احساسات مردانه پیدا کرده‌است و گرایش جنسی مانند مردان دارد. این موضوع برای او مشکلات زیادی ایجاد می‌کند و دچار تناقض زیادی در زندگی اش می‌شود و با مراجعه به پزشک می‌خواهد خودش را درمان کند ولی دکتر هم هیچ راه حلی برای این مشکل پیدا نمی‌کند و…